# Verre flotté

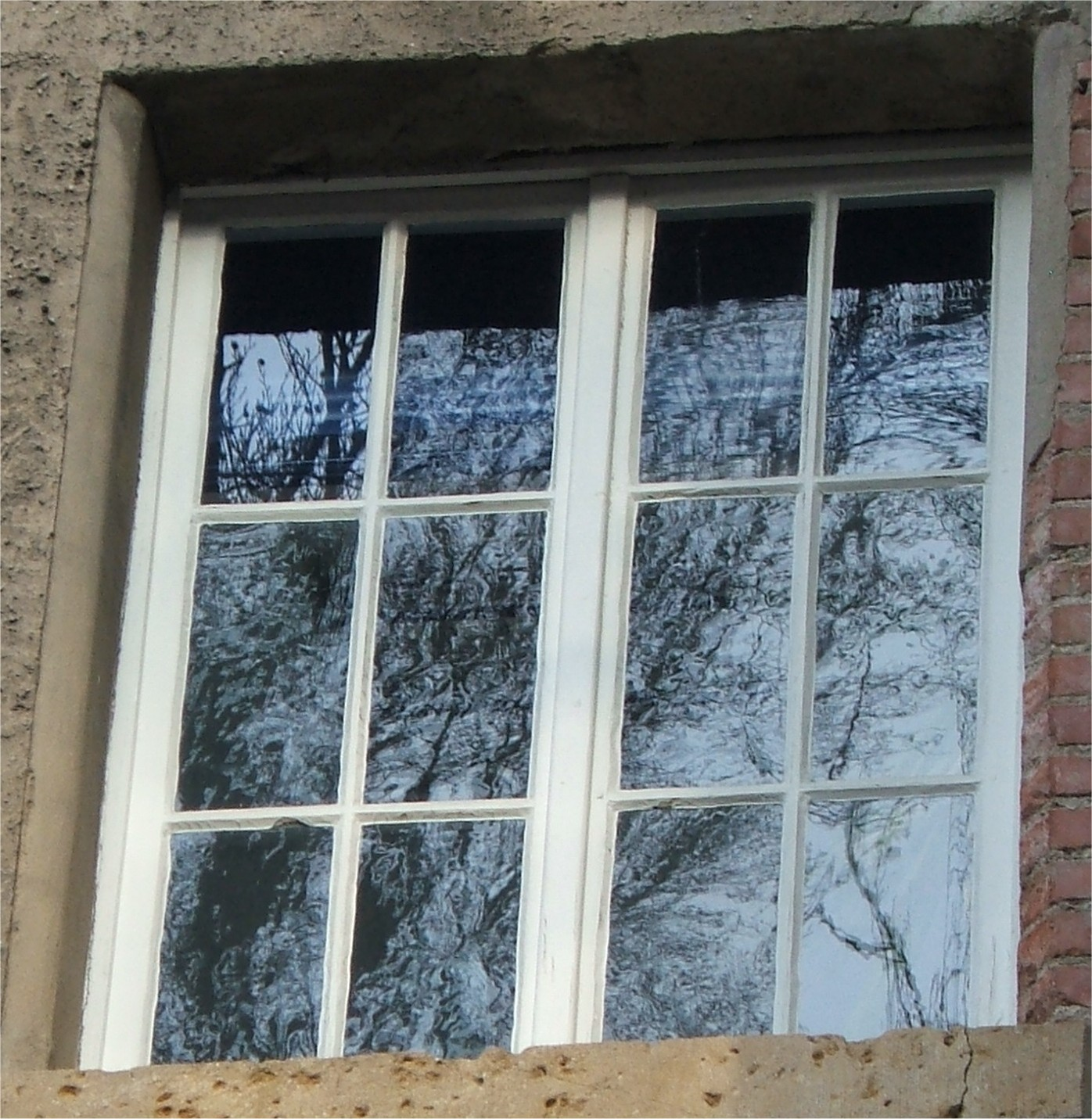
Vieille fenêtre contenant un carreau de verre « en » en haut à gauche, contrairement aux autres vitres comme l'indiquent les reflets déformés.

Le verre flotté ou verre « float » est un type de verre plat fabriqué par le principal procédé de fabrication de ce type de verre.
Dans le procédé XXe siècle « float glass » (qui aurait été inventé par Alastair Pilkington en 1952) un mélange de matières premières est chargé en continu dans le four de fusion. À la sortie du four, le verre forme un ruban flottant à la surface de l’étain fondu. La surface de l’étain fondu est extrêmement lisse, donnant au verre une planéité de surface parfaite, sans aucun besoin de polissage. Le ruban de verre est ensuite lentement refroidi jusqu’à complet durcissement et recuit. Le ruban ainsi obtenu est d’épaisseur régulière, aux surfaces parfaitement planes. Le ruban est ensuite découpé en plaques pour livraison.
Ce procédé, que BSN utilisait en France, donnait des carreaux de verre si « parfaits » que ce fabricant lança en 1968 une OPA (ratée) sur son concurrent Saint-Gobain qui ne s'y intéressait pas encore. Aujourd'hui, on ne trouve plus sur le marché que des vitres en « float-glass » et paradoxalement ce sont les vitres imparfaites obtenues par les procédés antérieurs qui semblent en gagner un certain charme, et restent nécessaires pour les restaurations.
La production mondiale annuelle de verre flotté dépasse les 50 millions de tonnes, répartie sur environ 450 lignes de production, dont environ un million de tonnes en France (en moyenne depuis une dizaine d'années).

## Alimentation en matières premières
Le mélange de matières premières est pesé électroniquement avec une précision de 0,1 %, puis mélangé et humidifié. Il forme un mélange vitrifiable auquel on ajoute du calcin avant de le charger directement dans le four de fusion. L'ajout de calcin permet d'abaisser la température de fusion du mélange.

### Traitement du sable
Ce poste en option peut être nécessaire en fonction des caractéristiques réelles des matières premières disponibles dans l’usine.
Il comprendrait différentes fonctions comme le broyage, le traitement, le séchage, la séparation magnétique et l’homogénéisation du sable.
Dans tous les cas, l’installation de traitement de sable doit être définie après analyse du sable et des matières premières disponibles pour le projet.

### Préparation de la composition
Ce système concerne les matières premières déjà traitées et est équipé d’installations de levage, pesage et mélange. L’extraction des poussières est située à l’endroit où la poussière est habituellement produite. Des balances électroniques avec différentes échelles sont adaptées en fonction des quantités nécessaires de matières premières, de calcin de l’usine ou extérieur. L’atelier de composition est prévu pour fonctionner 24 heures sur 24. Il est cependant dimensionné pour produire la quantité de batch nécessaire en 16 heures, afin de permettre les opérations de maintenance.
Les installations pour le déchargement des matières premières traitées seront prévues pour des engins à benne basculante. Des alimentations séparées seront prévues pour (a) le sable, (b) la soude, (c) la dolomie et le calcaire pour empêcher que les matières premières ne se contaminent entre elles. Les matières premières seront stockées dans les silos de l’atelier de composition et des installations de stockage. Les silos de l’atelier de composition sont prévus pour une capacité de fonctionnement de 72 heures minimum avec un stockage complémentaire au sol d’un mois pour la soude, le sulfate et les autres matériaux.

### Transport de la composition
Un système approprié sera utilisé pour le transport et le mélange des matériaux.

## Four de fusion
Construit en briques réfractaires, un four type contient jusqu’à deux mille tonnes de verre fondu à 1 550 °C.
La température est contrôlée en permanence. Un des systèmes les plus employés à ce jour est le pyromètre.
La fusion du verre pour la ligne « float » est assurée par un four à régénérateurs à brûleurs transversaux.
Le verre fondu est affiné et homogénéisé. Le verre est ensuite conditionné à température contrôlée avant d’arriver au bain d’étain. Pour assurer un bon fonctionnement, le four est équipé de dispositifs automatiques de mesure, enregistrement et régulation de pression et de niveau de verre, d’un système de minuterie et d’inversion automatique de flamme, d’instruments de mesure, enregistrement et régulation de température en différents endroits du four et d’un dispositif de régulation de pression de gaz naturel, etc.
Les fumées sont évacuées par tirage naturel par une cheminée. Pour protéger l’environnement, les fumées passeront par un équipement de dépollution à tirage forcé conçu en fonction de la réglementation locale.

## Bain d'étain
Le verre affiné arrive du four par le canal d'alimentation (en anglais : feeder) et il est déversé sur l’étain fondu dans le bain « float » à une température variant de 1 100 °C pour du verre clair à plus de 1 170 °C pour du verre teinté. Le débit est régulé automatiquement de manière à maintenir la largeur et l’épaisseur du ruban. Le bain « float » est chauffé électriquement.
Le verre flotte sur un bain d’étain fondu. Pour éviter l'oxydation de l'étain, car l'oxyde d'étain adhèrerait au verre qui perdrait sa transparence, le bain est maintenu dans une atmosphère réductrice composée d'azote et d'une petite quantité d'hydrogène. Cette atmosphère est maintenue en place par des rideaux en fibre de verre ou fibre de carbone. Des rouleaux dentés, appelés « top-rollers », accrochent le verre encore liquide sur les rives du ruban et le font avancer. L'épaisseur naturelle du verre qui s'étale sur une table est de 5 à 6 mm. Si l'on veut obtenir un ruban d'une épaisseur inférieure à 5 mm, on étire le verre et les top-rollers ont un angle, dit « positif ». Si l'on veut une épaisseur supérieure à 5 mm, et ce jusqu'à 12 mm, on repousse le verre et les top-rollers ont un angle dit « négatif ». Plus on s'écarte des 5 mm d'épaisseur, plus il faut ajouter de top-rollers pour donner l'épaisseur souhaitée. Certains bains d'étain possèdent plus de vingt top-rollers pour faire du verre de 0,5 mm d'épaisseur.
La première usine Float française a été construite par BSN en 1966 à Boussois près de Maubeuge (Nord). Plusieurs améliorations ont eu lieu au cours de réparations à froid tous les sept à dix ans depuis 1966. Cette ligne de fabrication fonctionne toujours et appartient aujourd'hui à une société japonaise, Asahi Glass.

## Étenderie
Pour relâcher les contraintes physiques, le ruban est soumis à un traitement thermique dans un long four de recuisson appelé « étenderie ». Les températures sont étroitement contrôlées dans le sens longitudinal et transversal du ruban.
L’étenderie sert à recuire et à refroidir le verre. L’étenderie fermée est en construction métallique, elle refroidit le verre par rayonnement et le recuit selon les exigences de la spécification de production.
Après recuisson, le verre est refroidi rapidement de manière contrôlée par un refroidissement adapté et un système de chauffage. Le verre sera transporté dans l’étenderie sur un convoyeur à rouleaux dont l’écartement permet le supportage du ruban en toute sécurité. La commande est transmise mécaniquement aux rouleaux par le système d’entraînement.
Un système d’entraînement de secours doit être disponible pour prendre le relais en cas de panne électrique ou mécanique du système de commande. Tous les rouleaux sont démontables pendant le fonctionnement. Pour assurer un fonctionnement continu des rouleaux, une commande de secours basse vitesse (pony) doit aussi être intégrée au système de commande de l’étenderie de même que le dispositif pour faire fonctionner l’entraînement à la main.

## Salle de commande
La salle de commande permet de surveiller et de réguler tous les paramètres du four de fusion et du « float ».
Un système de commande moderne est prévu pour le procédé de verre « float ». Il comprendra des systèmes automatisés et des commandes numériques pour l’atelier de composition, le four de fusion, le bain « float », l’étenderie et les utilités. Le fonctionnement de l’installation sera commandé à partir de la salle de commande centrale qui est située à proximité du four. Pour le fonctionnement de secours, les essais et l’entretien, chaque machine sera équipée de ses propres commandes locales.

## Découpe
Sous contrôle permanent (épaisseur, qualité optique, défauts, etc.), le verre est découpé en plaques de 6 000 × 3 210 mm pour le standard « bâtiment » et autres sous-dimensions.
L’équipement du verre froid comprend des convoyeurs à rouleaux, des systèmes de découpe longitudinaux et transversaux avec rompage, une machine de découpe des rives, un convoyeur à rouleaux basculants, un dispositif d’évacuation du calcin, des dispositifs de séparation des plaques, des empileurs pour les petites et moyennes dimensions, etc.
La vitesse des convoyeurs à rouleaux ainsi que la coordination des dispositifs de découpe, des dispositifs de rompage et de séparation doivent être contrôlée à partir de la salle de commande principale.
Des panneaux locaux sont installés à proximité des machines pour le fonctionnement en manuel en cas de besoin. Les plaques sont découpées à partir d’un ruban continu de verre float.

## Système de retour du calcin
Le calcin sera récupéré sur la ligne de découpe automatiquement, broyé et acheminé vers le stockage tampon ou le parc de stockage.

## Système de manutention avec dispositif de levage
Ce système permet d’empiler les plaques de verre automatiquement sur des chevalets pour stockage et expédition.

## Livraison du verre
Une remorque de conception spéciale munie de suspensions adaptées reçoit le chevalet chargé de plaques de verre (20 tonnes). L’ensemble est maintenu en position par des bras articulés ou des coussins d’air.
Le magasin est prévu pour le stockage d’environ deux mois de production, et avec les surfaces nécessaires pour la manutention et l’expédition du verre. Il est équipé d’étagères et de racks en quantité suffisante et des moyens nécessaires pour la manutention et le chargement sur camion de paquets de verre et de caissons.